# Bahnhof La Défense
Der Bahnhof La Défense ist ein wichtiger Knotenpunkt des Pariser Nahverkehrs. Er befindet sich im Pariser Vorort Puteaux unterhalb des Büroviertels La Défense. Die Station wird täglich von etwa 70.000 Reisenden benutzt, wovon die meisten Pendler des Büroviertels sind. Die Métrolinie 1 hält ebenfalls an der Station sowie die Regionalzüge (Transilien) nach Versailles, La Verrière und Paris-Saint-Lazare. Seit 1997 hat die Linie 2 der Pariser Straßenbahn einen Haltepunkt im Bahnhof.

## Zukunft

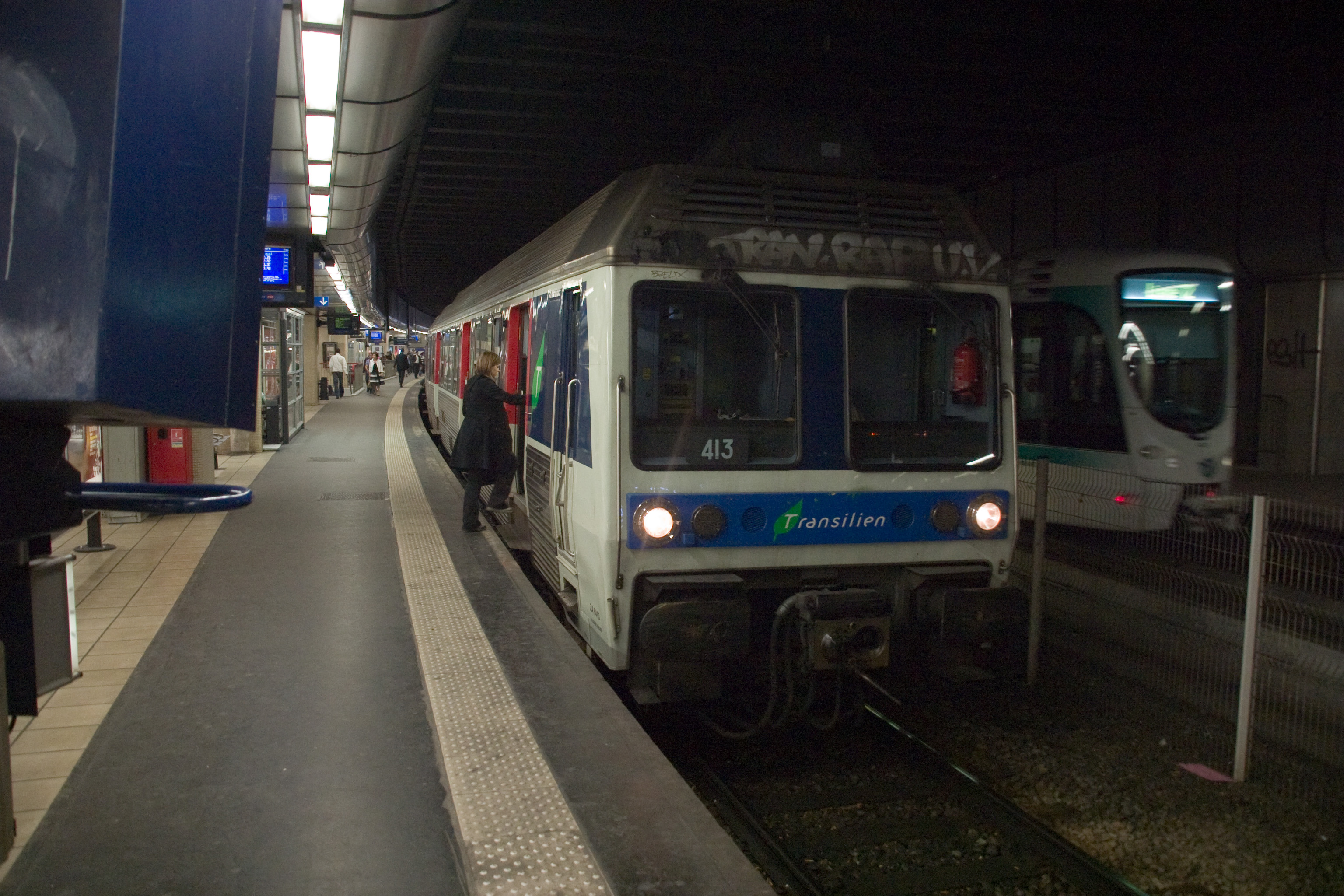
Transilien-Zug und Triebwagen der Straßenbahnlinie 2 (2008)

Die Verlängerung der RER E wird den Bahnhof ab 2024 bedienen, dadurch soll die Linie A entlastet werden. Außerdem soll der Grand Paris Express an diesem Bahnhof halten. Ab 2030 sollen die in Planung befindlichen Schnellfahrstrecken in die Normandie (ligne nouvelle Paris - Normandie) und die LGV Picardie über den Bahnhof geführt werden, sodass der Bahnhof zu einem wichtigen Fernbahnhof im Westen von Paris aufsteigen würde.